# Ferdinand Friedensburg (Politiker, 1886)

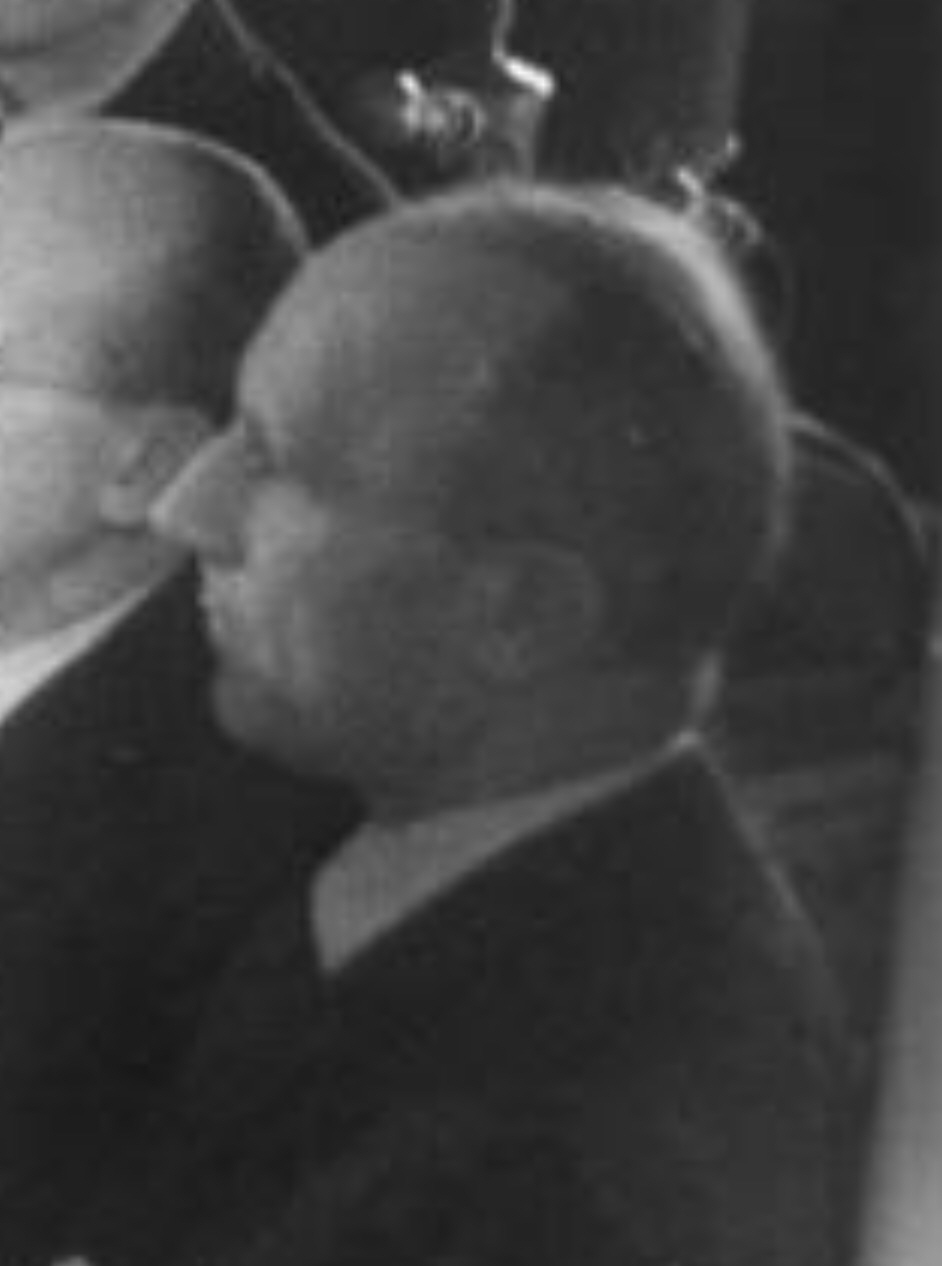
Ferdinand Friedensburg, 1946

Friedrich Wilhelm Ferdinand Friedensburg (* 17. November 1886 in Schweidnitz, Provinz Schlesien; † 11. März 1972 in West-Berlin) war ein deutscher Politiker (DDP, später CDU). Von Dezember 1946 bis Februar 1951 war er stellvertretender Oberbürgermeister Groß-Berlins bzw. dann West-Berlins. Während der Berlin-Blockade vertrat er dreieinhalb Monate die erkrankte Oberbürgermeisterin Louise Schroeder.

## Jugend und Beruf
Er wurde am 17. November 1886 im schlesischen Schweidnitz als Sohn des Richters und Numismatikers Ferdinand Friedensburg und der Clara geborenen Severin, Schwester des Berliner Stadtkommandanten Johannes Severin, geboren und kam früh mit Politik in Berührung. Der Vater seiner Mutter, Hermann Severin, war Baugewerksmeister in Breslau und Rittergutsbesitzer auf Grüttenberg im Kreis Oels gewesen.
Die elterliche Familie war liberal-konservativ geprägt. Sein Großvater väterlicherseits war der Politiker, Oberbürgermeister von Breslau, Ferdinand Friedensburg I., sein Bruder der General Walter Friedensburg. Von den beiden Großvätern hatte dem fortschrittlichen Stadtoberhaupt Friedensburg der nationalliberale Stadtrat Severin gegenübergestanden. Das vermochte zwar keineswegs die Ehe der Eltern zu verhindern, doch hingen nach Aussage des Sohnes die politische Gegnerschaft der beiden Großväter noch lange als Schatten über der jungen elterlichen Familie. 1889 zog die Familie nach Berlin. Er besuchte das Gymnasium Steglitz, begann nach dem Abitur und einjähriger praktischer Ausbildung ein Studium an der preußischen Bergakademie Berlin. Dort wurde ihm eine umfassende akademische Ausbildung zuteil, sowohl in Naturwissenschaft als auch in Geisteswissenschaft und Rechtswissenschaft.
Er war zunächst Bergreferendar; weitere Studien führten ihn nach Marburg und in seine schlesische Heimat nach Breslau. Nach der Promotion in Geologie legte er 1914 sein Examen als Bergassessor ab. Während seines Studiums trat Friedensburg dem Verein Deutscher Studenten in Marburg bei. Zwischenzeitlich leistete Friedensburg seinen Militärdienst als Einjährig-Freiwilliger beim 2. Schlesischen Feldartillerie-Regiment Nr. 42 in Schweidnitz ab.

## Erster Weltkrieg
Auf der Rückreise von einem Amerika-Aufenthalt 1914 wurde Friedensburg (der inzwischen den Dienstgrad eines Leutnants der Reserve erreicht hatte), bei Gibraltar von den Briten interniert. Er unternahm einen Fluchtversuch, bei dem er sich beide Beine brach. Damit hatten sich jegliche Berufsaussichten im Bereich des Bergbaus zerschlagen. 1916 wurde er als nicht mehr kriegsverwendungsfähig entlassen und zur medizinischen Behandlung in die Schweiz gebracht. Dort blieb er bis Kriegsende und war für die deutsche Botschaft in Bern tätig.

## Weimarer Republik und Nationalsozialismus
Nach Kriegsende kehrte Friedensburg nach Berlin zurück und widmete sich zunächst dem Journalismus. Unmittelbar nach dem Kapp-Putsch trat er 1920 der liberalen DDP bei. begann er eine Laufbahn in der allgemeinen Verwaltung und wurde Landrat des Kreises Rosenberg in Westpreußen. Mit viel Umsicht löste er seine Aufgaben gegen den massiven Widerstand der dort ansässigen Großagrarier. Die preußische Regierung wurde auf ihn aufmerksam und betraute ihn 1925 mit dem Amt des Polizeivizepräsidenten in Berlin. Die Unbeugsamkeit, mit der er in seinem Amt für die rechtsstaatlichen Prinzipien der Weimarer Republik und gegen Extremismus von rechts und links eintrat, machte seinen Namen bald in ganz Deutschland zu einem Begriff. Der Kyffhäuserverband, der Verein Deutscher Studenten, schloss Friedensburg wegen seiner liberalen republikanischen Haltung bereits 1926 aus.
Wegen des Drucks deutschnationaler Kräfte wurde Friedensburg aus Berlin „weggelobt“ und im März 1927 zum Regierungspräsidenten im Regierungsbezirk Kassel befördert. Nach dem Preußenschlag vom 20. Juli 1932 engagierte sich Friedensburg im republiktreuen Reichsbanner Schwarz-Rot-Gold.
Die Nationalsozialisten beurlaubten Friedensburg bei ihrer Machtergreifung zunächst vom Staatsdienst und entließen ihn im September 1933 in den vorzeitiger Ruhestand. Unter ihrer Herrschaft sicherte er sein Überleben mit wissenschaftlicher Forschungsarbeit auf seinem alten Fachgebiet, dem Bergbau. Die Gestapo inhaftierte ihn 1935 unter dem Vorwurf, 1928 als Regierungspräsident eine hessische NSDAP-Ortsgruppe verboten zu haben. Schließlich wird das Verfahren nach fünfmonatiger Haft eingestellt. Ein Verfahren wegen „Heimtücke“ vor dem Sondergericht in Klagenfurt endete 1941 dank seines geschickten Vorgehens gegen die einzige Zeugin mit einem Freispruch.

## Nachkriegsdeutschland

### Bürgermeister in Berlin
Aufgrund seiner strikten politischen Enthaltsamkeit während der Zeit der NS-Diktatur galt Friedensburg nach dem Krieg als unbelastet. So übernahm er die Leitung des Deutschen Instituts für Wirtschaftsforschung (DIW) in Berlin. Marschall Schukow ernannte ihn am 1. August 1945 zum Präsidenten der Deutschen Zentralverwaltung für Brennstoffindustrie in der sowjetischen Besatzungszone.
Friedensburg war 1945 Mitgründer der CDU für Groß-Berlin und die Sowjetische Besatzungszone. Aufgrund von Auseinandersetzungen mit seinen beiden kommunistischen Vizepräsidenten Gustav Sobottka und Bergholz, denen er fachliche Inkompetenz vorwarf, wurde er ein Jahr später unter dem Vorwurf der „Duldung faschistischer Umtriebe“ wieder entlassen. Bei den ersten Wahlen seit dem Ende der NS-Herrschaft im Oktober 1946 errang Friedensburg einen Sitz in der Berliner Stadtverordnetenversammlung. Sie wählte ihn am 5. Dezember 1946 zum 1. Bürgermeister von Groß-Berlin und damit zum Stellvertreter des SPD-Oberbürgermeisters Otto Ostrowski.
Als die amtierende Oberbürgermeisterin Louise Schroeder am 14. August 1948 nach einer wesentlichen Verschlechterung ihres Gesundheitszustandes zur medizinischen Behandlung nach Hamburg ausgeflogen wurde, übernahm Friedensburg in der achten Woche der Berliner Blockade die Amtsgeschäfte des Oberbürgermeisters. Am 30. November 1948 fand im Admiralspalast eine von der Sozialistischen Einheitspartei Deutschlands (SED) organisierte Versammlung statt, die einen „provisorischen demokratischen Magistrat“ unter Friedrich Ebert (SED) einsetzte. Die sowjetische Kommandantur erkannte den neuen Magistrat als einzig rechtmäßigen an. Als Friedensburg seine Diensträume im sowjetischen Sektor betreten wollte, verhinderte dies die Deutsche Volkspolizei. Zum 1. Dezember war die Spaltung Berlins endgültig vollzogen.

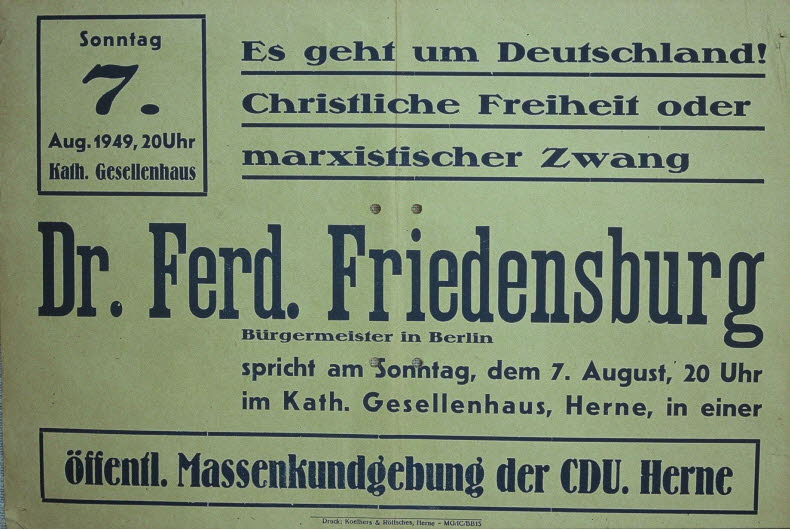
Ankündigung zu einer Wahlkampfveranstaltung zur Bundestagswahl 1949 in Herne mit Friedensburg als Sprecher

Mit diesem Datum ging auch für Friedensburg die Zeit als Kommissarischer Oberbürgermeister zu Ende. Louise Schroeder nahm formell ihre Amtsgeschäfte bis zum 7. Dezember wieder auf. Der Urnengang zur Stadtverordnetenversammlung durfte nur in den Westsektoren stattfinden. Für den Ostsektor erließ der sowjetische Stadtkommandant, General Kotikow, ein Verbot. Obwohl die Wahlen der SPD einen haushohen Sieg brachten (64,5 Prozent), setzte die SPD die Koalition mit der CDU und der LDP fort. Friedensburg gehörte der neuen Stadtregierung wieder als Bürgermeister an. Nach erneuten Wahlen am 3. Dezember 1950 stand Friedensburg für eine Mitarbeit im neuen Senat von Berlin nicht mehr zur Verfügung und schied am 1. Februar 1951 aus dem Amt.

### Abgeordneter
Das Abgeordnetenhaus entsandte Friedensburg bei der Erhöhung der Zahl der Berliner Abgeordneten am 1. Februar 1952 in den Deutschen Bundestag, wie auch in den folgenden drei Legislaturperioden, womit er dem Bundestag bis 1965 angehörte. Von 1953 bis 1957 war er stellvertretender Vorsitzender des Bundestagsausschusses zum Schutze der Verfassung und 1957 bis 1961 Vorsitzender des „Wahlmännerausschusses gemäß § 6 des Gesetzes über das Bundesverfassungsgericht vom 12. März 1951“.
Nach dem Tod von Robert Pferdmenges 1962 war er bis 1965 nach Konrad Adenauer, der wegen seines Amtes als Bundeskanzler auf den Posten als Alterspräsident verzichtet hatte. Da sich der Bundestag in dieser Zeit nicht konstituierte, übte er aber die Funktion des Alterspräsidenten nicht aus.
Dem Europäischen Parlament gehörte er vom 27. Februar 1958 bis 21. Dezember 1965 ebenfalls an.

### Wissenschaftliches Wirken
Zugleich widmete er sich seiner Arbeit als Wissenschaftler. Dem Deutschen Institut für Wirtschaftsforschung, das er zu einem profilierten Institut für die wirtschaftswissenschaftliche Grundlagenforschung ausbaute, stand er von 1945 bis 1968 als Präsident vor. Außerdem bemühte er sich intensiv um die Förderung der Gesellschaft für Erdkunde zu Berlin, deren Vorsitz er von 1964 bis zu seinem Tode innehatte. Als Geo- und Wirtschaftswissenschaftler in einer Person lag ihm die interdisziplinäre Ausrichtung beider Wissenschaften sehr am Herzen. Er erreichte, dass 1963–65 für die Gesellschaft das Alexander-von-Humboldt-Haus in Berlin-Steglitz errichtet wurde. Auf dem Gebiet des Bergbaus übernahm er Lehraufträge und verfasste wissenschaftliche Arbeiten zu berg- und hüttenmännischen Themen. Dem Kyffhäuserverband trat Friedensburg nach dessen Wiedergründung 1953 wieder bei. In der Tradition studentischer Verbindungen war er 1969 Mitbegründer der nach ihm benannten Ferdinand-Friedensburg-Stiftung. Ganz im Sinne des Initiators ist es bis heute die Aufgabe des als gemeinnützig anerkannten Vereins, Studenten und junge Akademiker zu unterstützen und deren wissenschaftliche Arbeit zu staatspolitischen Themen zu fördern. Ebenfalls 1969 schrieb Friedensburg seine Lebenserinnerungen (Athenäum) nieder. Im Jahr 1946 wurde er zum Mitglied der Leopoldina gewählt.

### Gesellschaftliches Engagement
Von 1949 bis 1954 war Friedensburg Kuratoriumsmitglied der Fürst Donnersmarck-Stiftung. Er war auch Mitglied des Vereins Deutscher Ingenieure (VDI).

## Auszeichnungen

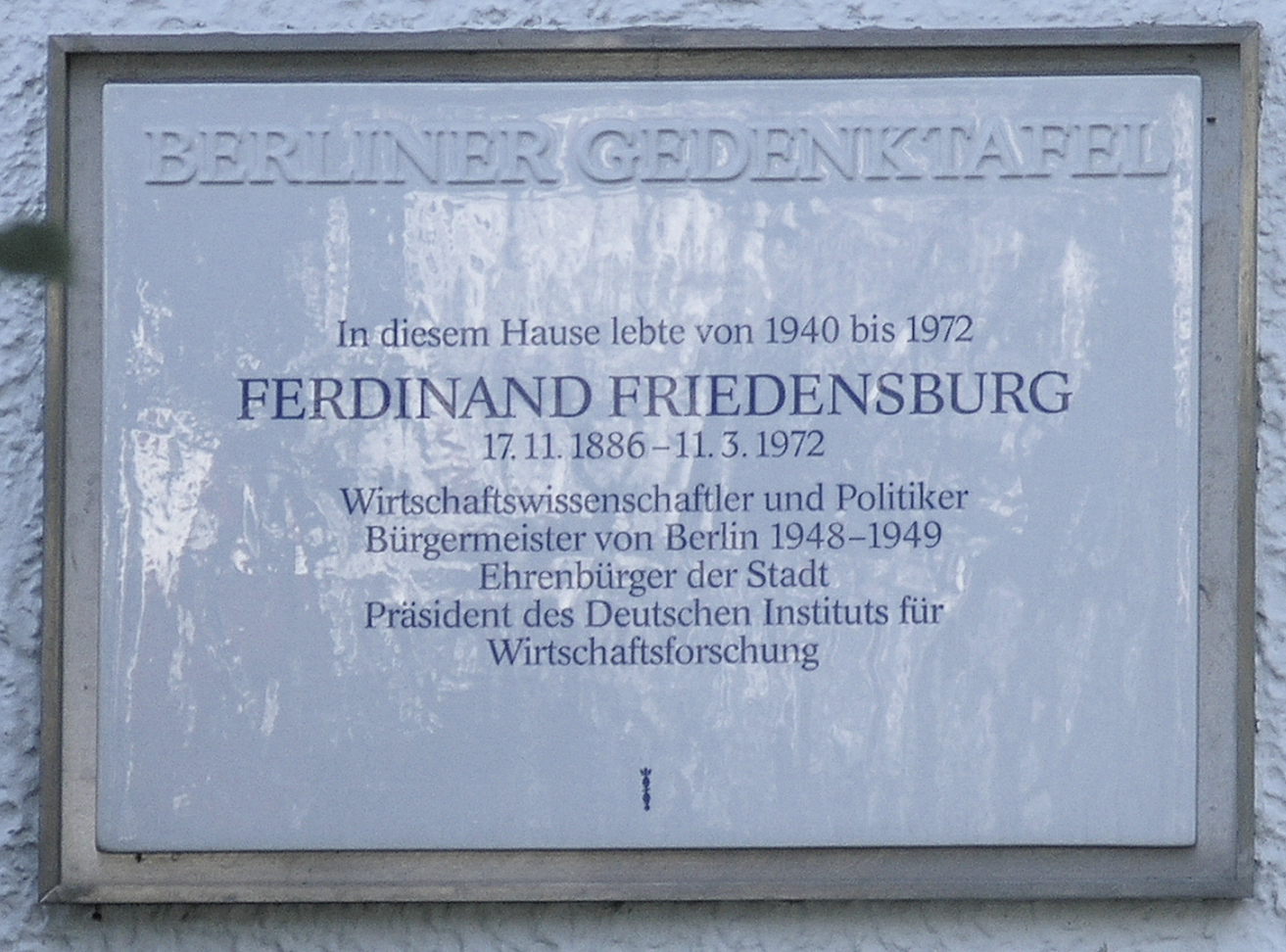
Berliner Gedenktafel am Haus Hoiruper Straße 14a, Berlin-Zehlendorf

1956 wurde er mit dem Großen Bundesverdienstkreuz mit Stern ausgezeichnet. 1961 erhielt er das Große Bundesverdienstkreuz mit Stern und Schulterband. Am 20. Oktober 1971 ernannte ihn West-Berlin zum Ehrenbürger. Die Wayne State University, die University of Detroit und die Columbia University, New York City ernannten ihn zum Ehrendoktor.
Im Ortsteil Haselhorst des Berliner Bezirks Spandau wurde die nach dem U-Bahnbau (U7) gestaltete Grünfläche am Zusammentreffen von Gartenfelder Straße, Straße am Juliusturm, Nonnendammallee und Daumstraße am 16. September 1987 in Ferdinand-Friedensburg-Platz benannt. Den Namen Ferdinand Friedensburgs trägt außerdem die Friedensburg-Oberschule, eine Integrierte Gesamtschule, in Berlin-Charlottenburg.

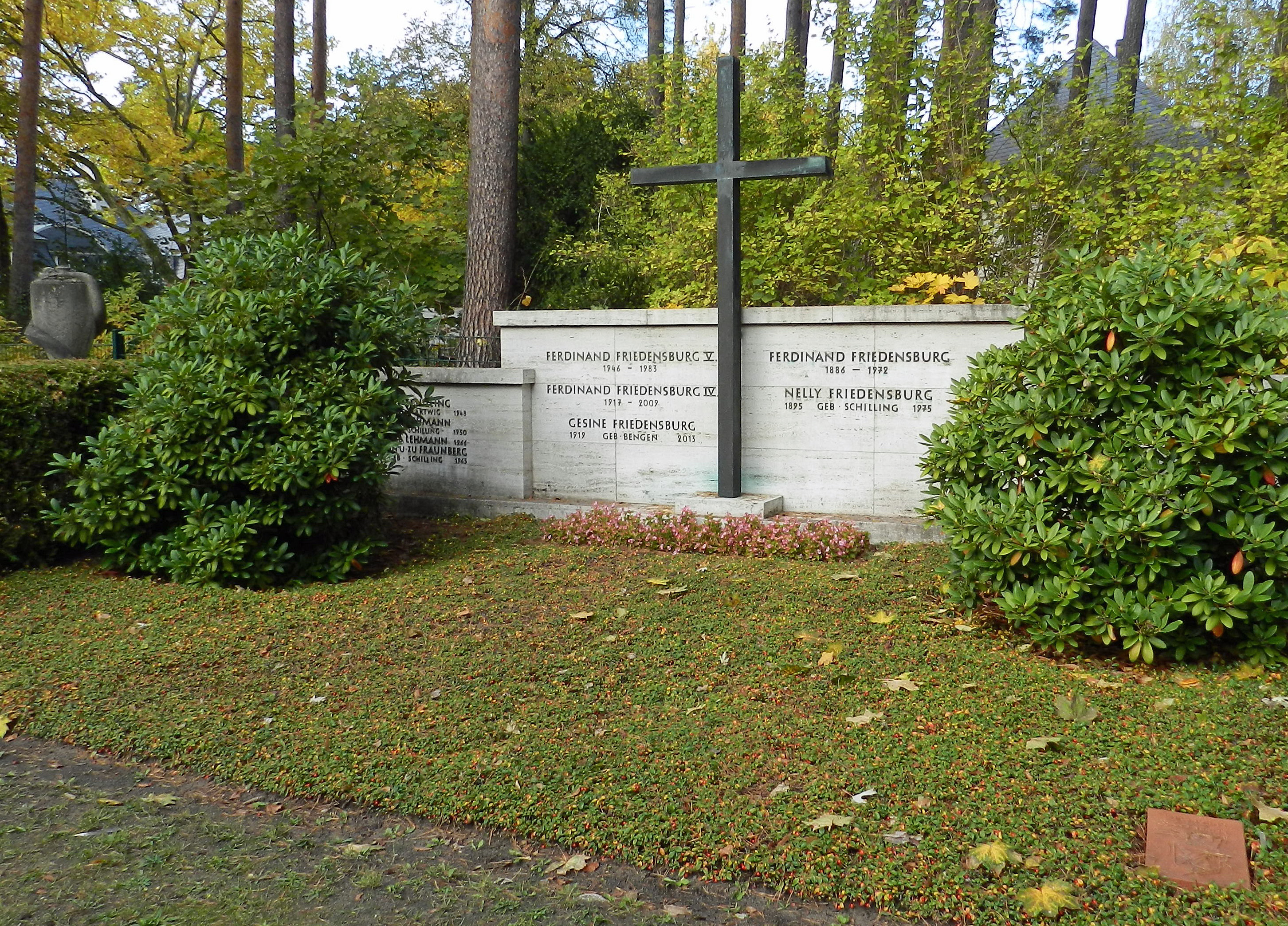
Grabstätte

Ferdinand Friedensburg ist auf dem Friedhof Nikolassee in Feld A Nr. 10/11 bestattet. Dort ist sein Grab als Ehrengrab der Stadt Berlin gewidmet.

## Schriften (Auswahl)
- Die Bergwirtschaft der Erde: Bodenschätze, Bergbau und Mineralienversorgung der einzelnen Länder. Enke, Stuttgart 1938. Mehrere Neuauflagen: 6. völlig neu bearbeitete Auflage, Enke, Stuttgart 1965.
- Die Rohstoffe und Energiequellen im neuen Europa. Gerhard Stalling, Oldenburg i.O. 1943
  - Umfangreicher Auszug in: Reinhard Opitz (Hg.): Europastrategien des deutschen Kapitals 1900–1945. 2. Auflage. Pahl-Rugenstein Verlag, Bonn 1994, ISBN 3-89144-198-3, S. 271–389.
- Politik und Wirtschaft. Aufsätze und Vorträge. Berlin 1961.
- Lebenserinnerungen – Kaiserreich, Weimarer  Republik, Hitlerzeit. Athenäum Verlag, Frankfurt am Main 1969.
- Es ging um Deutschlands Einheit. Rückschau eines Berliners auf die Jahre nach 1945. Haude & Spenersche Verlagsbuchhandlung, Berlin 1971.